# Тугаринова, Татьяна Фёдоровна
Татьяна Фёдоровна Тугаринова (15 мая 1925 года, Торжок — 2 октября 1983 года, Москва), певица (драматическое сопрано), Народная артистка РСФСР (1970).

## Биография
Окончила Ленинградский финансово-экономический институт (1946), Калининское музыкальное училище (1951), Московскую консерваторию (1957, пед. Н. Л. Дорлиак). С 1956 по 1980 гг. — солистка Большого театра в Москве. Среди лучших партий — Ярославна («Князь Игорь» А. Бородина), Феврония («Сказание о невидимом граде Китеже и деве Февронии» Н. Римского-Корсакова), Елизавета («Дон Карлос» Дж. Верди), Аида («Аида» Дж. Верди).
В составе труппы Большого театра гастролировала в США, Канаде, Японии, Германии и др., пела во многих оперных театрах страны, выступала с сольными концертами, в том числе неоднократно в Калинине и Торжке.
Похоронена на Химкинском кладбище.

## Записи
- 1960 — С. С Прокофьев. «Семен Котко», дирижер - М. Н. Жуков (Любка)
- 1963 — Н. А. Римский-Корсаков. «Млада», дирижёр — Е. Ф. Светланов (Войслава)
- 1969 — А. П. Бородин. «Князь Игорь», дирижёр М. Ф. Эрмлер, (Ярославна, жена князя Игоря)
- 1979 — П. И. Чайковский. «Евгений Онегин», дирижёр — М. Ф. Эрмлер (Ларина, помещица, мать Татьяны и Ольги)

В 1970 году фирма «Мелодия» выпустила сольную пластинку с восемью ариями из опер, записанными певицей (Чайковский, Римский-Корсаков, Бородин, Верди, Бойто, Пуччини). В 1974 году издана сольная пластинка с записями 13-ти старинных русских романсов в исполнении Т. Ф. Тугариновой. В Московской областной государственной научной библиотеке им. Н. К. Крупской сохранены грампластинки с записями певицы: романсы «О, спой же ту песню» (П. И. Чайковский, Гименс—Плещеев); «Песнь Миньоны» (П. И. Чайковский, Гёте—Тютчев); «Канарейка» (П. И. Чайковский, Л. А. Мей); «Кабы знала я» (П. И. Чайковский, А. K. Толстой); «Усни» (П. И. Чайковский, Д. С. Мережковский). Неизданными остаются оперы Дж. Верди «Макбет» и «Битва при Леньяно», записанные на Всесоюзном радио в начале 1960-х годов, в которых Т. Ф. Тугаринова исполняет соответственно партии Леди Макбет и Лиды. Не издана также запись спектакля Большого театра «Сказание о невидимом граде Китеже и деве Февронии» с Т. Ф. Тугариновой в заглавной партии, сделанная во время гастролей оперной труппы театра в 1967 году в Монреале.  